# ورونیکا خومای
ورونیکا خومای (لهستانی: Weronika Humaj؛ زادهٔ ۵ فوریه ۱۹۹۳) بازیگر اهل لهستان است.
از فیلم‌ها یا مجموعه‌های تلویزیونی که وی در آن‌ها نقش داشته‌است، می‌توان به یولیا، صد سال خاندان وینیخ، مرز، پدر متیو، قانون حقیقی، دوران افتخار و معصومان اشاره نمود.